# Dandaragan
Dandaragan är en ort i Australien. Den ligger i kommunen Dandaragan och delstaten Western Australia, omkring 140 kilometer norr om delstatshuvudstaden Perth. Antalet invånare är 412.
Trakten runt Dandaragan är nära nog obefolkad, med mindre än två invånare per kvadratkilometer.. 
Trakten runt Dandaragan består till största delen av jordbruksmark. Genomsnittlig årsnederbörd är 595 millimeter. Den regnigaste månaden är juli, med i genomsnitt 104 mm nederbörd, och den torraste är december, med 12 mm nederbörd.